# Kantorowitsch-Ungleichung
Die Kantorowitsch-Ungleichung (englisch Kantorovich inequality) ist eine Ungleichung, die auf eine wissenschaftliche Publikation des sowjetischen Mathematikers Leonid Witaljewitsch Kantorowitsch aus dem Jahre 1948 zurückgeht und sowohl dem mathematischen Teilgebiet der Funktionalanalysis als auch dem der Numerischen Mathematik zugerechnet werden kann. Sie liefert eine Abschätzung für positiv definite und symmetrische Matrizen des reellen Matrizenrings {\displaystyle {\mathbb {R} }^{n\times n}} und ist verwandt mit der Ungleichung von Schweitzer. Die Kantorowitsch-Ungleichung ist nicht zuletzt in der Numerischen Mathematik bedeutsam bei Konvergenzverhaltensuntersuchungen im Zusammenhang mit dem Gradientenverfahren und gab Anlass zu einer Anzahl von Verallgemeinerungen und weitergehenden Arbeiten.

## Darstellung der Ungleichung
Die Ungleichung lässt sich folgendermaßen darstellen:
Gegeben sei – für eine natürliche Zahl {\displaystyle n>0} –  eine positiv definite und symmetrische Matrix {\displaystyle Q\in {\mathbb {R} }^{n\times n}}, welche als kleinsten Eigenwert die positive reelle Zahl {\displaystyle m} habe und als größten die positive reelle Zahl {\displaystyle M}.
Dann gilt für alle {\displaystyle x\in {\mathbb {R} }^{n}\setminus \{0\}} die Ungleichung
{\displaystyle {\frac {{\langle x,x\rangle }^{2}}{{\langle x,Qx\rangle }\cdot {\langle x,Q^{-1}x\rangle }}}\geq 4{\frac {M\cdot m}{(M+m)^{2}}}} .
Anders ausgedrückt – und über das obige hinaus – gilt, wenn
{\displaystyle \mathrm {cond} (Q):={\frac {M}{m}}}
gesetzt wird:
{\displaystyle 1\leq {\frac {{\langle x,Qx\rangle }\cdot {\langle x,Q^{-1}x\rangle }}{{\langle x,x\rangle }^{2}}}\leq {\frac {{\bigl (}1+\mathrm {cond} (Q){\bigr )}^{2}}{4\cdot \mathrm {cond} (Q)}}} ,
und dabei ist die obere Abschätzung in dem Sinne scharf, dass die Gleichung
{\displaystyle \sup _{x\in {\mathbb {R} }^{n}\setminus \{0\}}{\frac {{\langle x,Qx\rangle }\cdot {\langle x,Q^{-1}x\rangle }}{{\langle x,x\rangle }^{2}}}={\frac {(1+\mathrm {cond} (Q))^{2}}{4\cdot \mathrm {cond} (Q)}}}
besteht.

## Allgemeinere Darstellung der Ungleichung
In der Fachliteratur zur Theorie der konvexen Funktionen wird die Kantorowitsch-Ungleichung in einen weiteren Kontext gestellt und hier auch in der allgemeineren Version angegeben:
Gegeben seien ein kompaktes Intervall {\displaystyle [a,b]\subset \mathbb {R} } sowie zwei nichtnegative konvexe Funktionen {\displaystyle f\;,\;g\;\colon [a,b]\to [0,{+\infty })}.
Weiterhin gegeben seien eine natürliche Zahl {\displaystyle n>0} und dazu reelle Zahlen {\displaystyle x_{1},\ldots ,x_{n}\in [a,b]} sowie positive reelle Zahlen {\displaystyle p_{1},\ldots ,p_{n}} mit {\displaystyle p_{1}+...+p_{n}=1} und darüber hinaus eine weitere positive reelle Zahl {\displaystyle c}.
Unter diesen Bedingungen gilt für die zugehörigen Konvexkombinationen
{\displaystyle K_{f}:=p_{1}f(x_{1})+\ldots +p_{n}f(x_{n})}
und
{\displaystyle K_{g}:=p_{1}g(x_{1})+\ldots +p_{n}g(x_{n})}
die allgemeine Ungleichung
{\displaystyle {\sqrt {K_{f}}}\cdot {\sqrt {K_{g}}}\leq {\frac {1}{2}}\cdot \max \left(cf(a)+{\frac {g(a)}{c}}\;,\;cf(b)+{\frac {g(b)}{c}}\right)}  .

Ist für {\displaystyle x\in [a,b]} sogar stets {\displaystyle f(x)g(x)\geq 1}, so gilt zusätzlich 
{\displaystyle 1\leq {\sqrt {K_{f}}}\cdot {\sqrt {K_{g}}}}  .

Insbesondere gelten im Falle {\displaystyle a>0} stets die beiden Ungleichungen
{\displaystyle 1\leq {\bigl (}p_{1}x_{1}+\ldots +p_{n}x_{n}{\bigr )}\cdot {\bigl (}{\frac {p_{1}}{x_{1}}}+\ldots +{\frac {p_{n}}{x_{n}}}{\bigr )}\leq {\frac {1}{4}}\cdot \left({\sqrt {\frac {a}{b}}}+{\sqrt {\frac {b}{a}}}\right)^{2}}  .

## Herleitung der Matrixungleichung aus der allgemeineren Darstellung
Es ist auf den ersten Blick nicht ersichtlich, wie obige Matrixungleichung aus der allgemeineren Darstellung folgt, aber das lässt sich in wenigen Worten sagen.
Sei {\displaystyle Q} positiv definit und symmetrisch mit Eigenwerten {\displaystyle 0<m=x_{1}\leq \ldots \leq x_{n}=M}. Dann gibt es eine orthogonale Matrix {\displaystyle S}, so dass {\displaystyle S^{T}QS} die Diagonalmatrix mit Diagonalelementen {\displaystyle x_{1}\ldots x_{n}} ist. Sei {\displaystyle 0\not =z\in \mathbb {R} ^{n}} beliebig und {\displaystyle y=(y_{1},\ldots ,y_{n}):=S^{T}z}. Mit {\displaystyle \textstyle p_{i}:={\frac {y_{i}^{2}}{\|y\|^{2}}}} gilt  {\displaystyle p_{1}+\ldots +p_{n}=1} und
{\displaystyle p_{1}x_{1}+\ldots +p_{n}x_{n}={\frac {1}{\|y\|^{2}}}(y_{1}x_{1}y_{1}+\ldots +y_{n}x_{n}y_{n})={\frac {1}{\|y\|^{2}}}\langle y,S^{T}QSy\rangle ={\frac {1}{\|Sy\|^{2}}}\langle Sy,QSy\rangle ={\frac {1}{\|z\|^{2}}}\langle z,Qz\rangle }.
Da {\displaystyle Q^{-1}} ebenfalls positiv definit und symmetrisch ist mit Eigenwerten {\displaystyle \textstyle {\frac {1}{x_{1}}}\ldots {\frac {1}{x_{n}}}} und da auch {\displaystyle S^{T}Q^{-1}S} die Diagonalmatrix mit Diagonalelementen {\displaystyle \textstyle {\frac {1}{x_{1}}}\ldots {\frac {1}{x_{n}}}} ist, erhalten wir auch
{\displaystyle {\frac {p_{1}}{x_{1}}}+\ldots +{\frac {p_{n}}{x_{n}}}={\frac {1}{\|z\|^{2}}}\langle z,Q^{-1}z\rangle }.
Die allgemeinere Darstellung der Ungleichung liefert also mit {\displaystyle a=m} und {\displaystyle b=M}
{\displaystyle {\frac {1}{\|z\|^{4}}}\langle z,Qz\rangle \langle z,Q^{-1}z\rangle ={\bigl (}p_{1}x_{1}+\ldots +p_{n}x_{n}{\bigr )}\cdot {\bigl (}{\frac {p_{1}}{x_{1}}}+\ldots +{\frac {p_{n}}{x_{n}}}{\bigr )}\leq {\frac {1}{4}}\cdot \left({\sqrt {\frac {m}{M}}}+{\sqrt {\frac {M}{m}}}\right)^{2}={\frac {1}{4}}\cdot \left({\frac {m}{M}}+{\frac {M}{m}}+2\right)={\frac {1}{4}}{\frac {(m+M)^{2}}{m\cdot M}}}.
Das ist genau obige Matrixungleichung, wenn man beide Seiten noch invertiert. Daher verallgemeinert die zweite gegebene Version der Kantorowitsch-Ungleichung tatsächlich obige Matrixungleichung.